# Centralnoasmatski jezik
Centralnoasmatski jezik (ISO 639-3: cns; isto i Jas, Manowee, Yas), jedan od šest asmatskih jezika, šira skupina, asmat-kamoro, kojim govori oko 7 000 ljudi (Roesler 1972) u indonezijskim regencijama Asmat i Mappi na Novoj Gvineji.
Srodan mu je sempan [xse], a ima nekoliko dijalekata simai (simay), misman i ajam (ayam). Mnogi Asmati govore i indonezijski [ind].

## Vanjske poveznice
- Ethnologue (14th)
- Ethnologue (15th)
- The Asmat, Central Language